# Alloza (cukier)
Alloza – organiczny związek chemiczny, rzadki monosacharyd (cukier prosty) z grupy aldoheksoz. Jest bardzo dobrze rozpuszczalna w wodzie i praktycznie nierozpuszczalna w metanolu. Ma właściwości lecznicze.
Ma dwa enancjomery, oznaczane zazwyczaj jako D i L. Naturalnie występuje jako D-alloza, która jest epimerem D-glukozy i D-altrozy.